# Cupha muna
Cupha muna är en fjärilsart som beskrevs av Hans Fruhstorfer 1898. Cupha muna ingår i släktet Cupha och familjen praktfjärilar. Inga underarter finns listade i Catalogue of Life.